# Stray Kids (реаліті-шоу)
Stray Kids (кор. 스트레이 키즈) — південнокорейське реаліті-шоу 2017 року, було створене JYP Entertainment спільно з Mnet, мета якого сформувати бой-бенд. Шоу транслювалось на Mnet з 17 жовтня по 19 грудня 2017 року, по вівторках о 23:00 (KST); було показано 10 епізодів.

## Підготовка і концепт
В кінці липня ходили чутки, що JYP Entertainment планують запустити новий сезон реаліті-шоу Sixteen, завдяки якому був створений жіночий гурт Twice. Шоу мало вийти в ефір у другій половині 2017 року, пізніше стало відомо, що концепт нового шоу буде суттєво відрізнятися від свого попередника. У результаті цього шоу має сформуватися новий бой-бенд, перший із часів дебюту GOT7 у 2014 році. Пілотний епізод мав транслюватися осінню, а дебют сформованого гурту мав відбутися у 2018 році.
На відміну від Sixteen, де учасниці самі по собі боролися за право дебютувати у новій жіночій групі, учасникам нового шоу, робоча назва якого була «Male Group Project», потрібно було дебютувати повним складом, який був сформований ще до початку шоу. Оскільки Бан Чан був довгий термін трейні йому було довірено Пак Джин Йоном зібрати для себе гурт. Для того аби вийти переможцями у несподіваній місії «трейні проти JYP», новоствореній команді потрібно було продемонструвати не тільки індивідуальні здібності, а й уміння працювати разом. Також команда мала виступати з самостійно написаними композиціями. У шоу були показані моменти із повсякденного життя учасників, їхня практика та підготовка до виступів для шоу, також був показаний шоукейс, який відбувся у серпні.
21 серпня стало відомо, що шоу отримало назву Stray Kids, JYP Entertainment опублікували та створили акаунти в соціальних мережах.

## «Hellevator»
26 вересня 2017 відео тізер «Hellevator» був опублікований на YouTube каналі JYP Entertainment та в спільноті Stray Kids на V Live. Повне відео з'явилося на тих же платформах 6 жовтня 2017 року, хоча спочатку публікація планувалась 3 жовтня. Над музикою та лірикою до композиції працювали Бан Чан, Чанбін та Хан, відомі як 3Racha.

## Учасники
- Бан Крістофер — лідер гурту, приєднався до JYP Entertainment після того як пройшов відкрите прослуховування у Австралії. Він стажувався разом з учасниками GOT7, Day6 і TWICE[8][11][12]
- Кім У Джін — колишній трейні[a] SM Entertainment, він протягом року стажувався з нинішніми учасниками NCT[d][11]
- Лі Мін Хо — серед всіх учасників був трейні найкоротший термін, до JYP Entertainment він був бек-танцюристом у BTS[5]
- Со Чан Бін — був трейні 2 роки, до JYP Entertainment він потрапив, пройшовши прослуховування, що проводилось в Mu Doctor Academy[8]
- Хван Хьон Джин — був трейні 2 роки[8]
- Хан Джи Сон — довгий період жив у Малайзії, там же і ходив до школи[13]
- Лі Фелікс — народився у Австралії і майже не розмовляв корейською, активно почав вивчати мову після переїзду до Південної Кореї
- Кім Син Мін — приєднався до JYP Entertainment у 2016 році після того як зайняв друге місце на відкритому прослуховуванні[11]
- Ян Чон Ін — народився у Пусані, де закінчив середню школу

#### Учасники, які залишили шоу
Лі Мін Хо та Фелікс були виключені в четвертому та восьмому епізодах, відповідно. Проте вони обидва повернулись у дев'ятому епізоді для того аби виступити в початковому складі на фінальному шоукейсі.

## Епізоди
| Перший епізод (17 жовтня, 2017) |
| На початку епізоду Пак Джин Йон говорить про те що група, яка буде створена внаслідок цього шоу, буде відповідати за наступне покоління JYP, тому на шоукейсі, що мав пройти у серпні 2017 будуть брати участь дві команди, що матимуть шанс на дебют: жіноча команда, створена компанією — 2TEAM; команда Бан Чана, учасника який був трейні довгий проміжок часу, основою нової групи стали 3Racha, а проект отримав тимчасову назву «Male Group Project». Після завершення шоукейсу обидві команди отримують хороші відгуки від Пак Джин Йона та у кінцевому підсумку наступною групою для дебюту, компанія обирає «Male Group Project». На зустрічі із хлопцями Пак Джин Йон повідомив їм, що процес дебюту буде записаний. Також він повідомив, що замість того аби оцінювати їх в індивідуальному порядку, як це було на шоу Sixteen, він буде оцінювати хлопців як команду. Першою місією від JYP стало створення власної композиції та виступу до неї. |
| |
| Другий епізод (24 жовтня, 2017) |
| Відтак, як було визначено, що можливість дебютувати отримали «Male Group Project», учасники, що мешкали за межами гуртожитку, Уджін, Мінхо, Чанбін, Хьонджин, Синмін переїжджають до решти. Після того, як вони визначились із сусідами по кімнаті, учасники направилися пограти на ігрових автоматах у Каннамі. У центрі для трейні JYP, після прослуховування кількох музичних композицій, які підготував Бан Чан, вони обирають ту, яка і стане їх майбутньою піснею для проходження першої місії від JYP. 3Racha почали працювати над лірикою та топлайном. Назва для майбутнього треку «Hellevator» (англ. «hell» — укр. «пекло», англ. «elevator» — укр. «ліфт», а комбінацію цих слів можна перекласти як «шлях із пекла»), була запропонована Чанбіном. Після того, як композиція була готова вони розподілили партії між собою та почали практикуватися у хореографії. На першій зустрічі при камерах, крім основної місії вони отримали завдання вибрати назву для свого гурту. До цього часу групи формувались компанією, тому і назви для них пропонувалися нею ж. Але позаяк, цього разу команда була сформована самими учасниками їм було також довірено обрати собі назву. У день виступу перед Пак Джин Йоном вони оголосили назву свого гурту, Stray Kids. Пак Джин Йону сподобалась як назва треку, так і назва гурту. Після виступу він відмітив, що трек вийшов хорошим, але його здивувала тональність, вона була занадто високою для виконання чоловіками. Також Пак Джин Йон звернув увагу на кілька недоліків у учасників під час виступу.                                                                                                |
| |
| Третій епізод (31 жовтня, 2017) |
| Під загрозою на виключення: Чонін, Хьонджин та Мінхо. Поради, які отримали учасники від Пак Джин Йона: Хьонджин — зменшення партії, зосередитися на першій частині; Чонін — замість довгих партій, варто обійтись коротшими, зміна партії для виконання; Мінхо — зміна партії, замість початкової вокальної, реп-партія, яку раніше читав Хьонджин. Вони заспівали ще раз, враховуючи зауваження від Пак Джин Йона. Після він оголосив, що ще до початку показу шоу, буде зняте музичне відео для цієї композиції. У епізоді були показані кадри зі знімання кліпу до «Hellevator». Новою місією для Stray Kids стало підготувати виступи із трьома учасниками, в командах по троє — у кожну команду по учаснику, що знаходиться під загрозою на виключення. У центрі для трейні JYP учасники обрали композиції над якими будуть працювати та зібрали команди для Мінхо, Хьонджина та Чоніна. За пару днів до початку другої місії, кожна з команд вирушили відпочити: команда Мінхо влаштувала пікнік біля річки Хан, команда Хьонджина грала у боулінг, команда Чоніна вирушила співати у караоке. |
| |
| Четвертий епізод (7 листопада, 2017) |
| Усі учасники зібралися разом, щоб показати один одному те, що підготували і врахувати зауваження один одного. Під час оцінювання другої місії, команда Хьонджина першою виконує композицію під назвою «4419», основою лірики до якої стали спогади учасників команди, які були пов'язані із автобусом № 4419. Пак Джин Йону сподобалась пісня та він позитивно оцінив роботу над нею його учасниками, він звернув на увагу на хороше вокальне виконання Синміна. Далі команда Мінхо із композицією «Glow», яка розповідала історію про неодноразові репетиції гурту до світанку. Чанбін отримав позитивний коментар від Пак Джин Йона за свій стабільний вокал. Фелікс здивував продюсера своїм м'яким вокалом, який не мав нічого спільного із його звичним низьким голосом, але він хотів аби той був більше впевнений у собі. Мінхо спутав свою лірику під час виступу і це було відміченно Пак Джин Йоном, хоч його уміння у вокалі та репі стали ліпшими. Третьою виступила команда Чоніна із треком «School Life», розповідаючи про нудне життя школярів та їх невеликий бунт. Пак Джин Йон відзначив, що Джисон досить стабільний у вокалі, репі та танцях. Уджін отримав схвальні коментарі, щодо виконання своїх партій під час активних рухів і щодо покращення вправності у танцях. У випадку Чоніна, Пак Джин Йон відзначив, що його голосу все ще не вистачає потрібної сили та він не дуже добре справився з хореографією. |
| |
| П'ятий епізод (14 листопада, 2017) |
| Після другої місії, Пак Джин Йон назвав трьох учасників які, на його думку, не справилися з місією: Чонін, Мінхо та Фелікс. Зрештою, Мінхо виключили із шоу, на думку продюсера, він занадто мало часу провів у якості трейні, тому йому не вистачило навичок, щоб бути на одному рівні з рештою учасників. Шоу продовжується з вісьмома учасниками. Через кілька днів після виключення Мінхо, Пак Джин Йон збирає гурт для бесіди про речі, які слід пам'ятати, досягаючи мрій. У якості нагороди, за добре виконану роботу, група отримує один вихідний день у Каннамі. Вони їдуть до моря, коштують їжу на центральному ринку та грають в естафету на льодовій ковзанці. На ніч зупиняються у місці для таборування і розмовляють про найважчу для них місію, яку вони проходили до цього часу, про людину, якій вони найбільше вдячні та про Мінхо. У кінці епізоду вони дивляться відеозвернення від нього. |
| |
| Шостий епізод (21 листопада, 2017) |
| Пак Джин Йон розкриває третю місію: «JYP проти YG», давню традицію протистояння трейні двох агентств один проти одного, як битва у реаліті-шоу на Mnet 2013 року Win: Who is Next. Починаючи з 2001 року, цю місію, артисти JYP, проходили тричі: Rain проти Se7en, 2PM проти Big Bang, GOT7, DAY6 проти Winner та iKON. За тиждень до битви вони мають підготувати вокальний виступ, номер з хореографією та виступ, який не обмежений темою. Місія вокалістів: виконати пісню артистів з іншої компанії, Бан Чан, Уджін, Хан та Чонін, які є учасниками вокальної команди, обирають «As If It's Your Last» жіночого гурту YG, BLACKPINK, проте змінюють її, щоб вона відповідала концепції Stray Kids. Для номера із хореографією будуть залучені усі учасники. Для виступу без обмежень, 3Racha готують номер у власному виконанні із композицією «Matryoshka». На попередньому перегляді виступів Пак Джин Йон вирішує прибрати Чоніна із вокального виступу, а Бан Чана із виступу 3Racha. У день протистояння учасники Stray Kids прямують до YG Entertainment, де вперше зустрічаються із трейні іншої компанії, включаючи Пак Джи Хуна, Кім До Яна та Бан Єдама (в майбутньому учасників гурту TREASURE). У першому раунді, без обмежень, JYP представляли Чанбін та Хан, виконуючи композицію «Matryoshka». Ян Хьон Сок і Пак Джин Йон позитивно оцінили їх виступ. Бан Єдам від YG виконує пісню Шона Мендеса «There's Noting Holdin’ Me Back», Пак Джин Йон задоволений його виступом робить комплімент його вокалу. |
| |
| Сьомий епізод (28 листопада, 2017) |
| Другий раунд, вокальне виконання, Бан Чан, Уджін та Хан успішно закінчують свій виступ. Ян Хьон Сок хвалить вокальне виконання Хана, Пак Джин Йон відзначає, що Уджін та Хан органічно виглядали у виступі. Вокальна команда від YG виконує композицію «Why So Lonely» жіночого гурту Wonder Girls і в цілому отримують високу оцінку. Для танцювальної битви Stray Kids виконують оригінальний та унікальний номер, Ян Хьон Сок відмітив хорошу командну роботу учасників та креативність у хореографії. Трейні YG виконують свій номер із піснею «Forbes» Borgore та G-Eazy, вони отримують компліменти та деякі поради від Пак Джин Йона. Через кілька днів після третьої місії Пак Джин Йон запрошує Stray Kids на сніданок, де просить їх прочитати, що вони написали після розмови з ним у п'ятому епізоді (це було їхнім домашнім завданням від продюсера). Також він розповідає суть четвертої місії: виступ на вулиці перед публікою. Але цього разу їх оцінюватиме не тільки Пак Джин Йон, а також інші професіонали із компанії, які будуть знаходитися посеред натовпу, таємні спостерігачі. Пізніше вони вирушають на вулицю Хонде, Сеул, щоб подивитися на вуличні виступи та відчути потрібний настрій. Фелікс займається вивченням корейської мови та працює над своєю вимовою. Хьонджин допомагає Чоніну з практикою хореографії до нової пісні. Решта учасників також практикуються, адже хоч цієї миті вони у безпеці, але все може змінитися дуже швидко. |
| |
| Восьмий епізод (5 грудня, 2017) |
| Виступ перед публікою пройшов у Шинчоні, 9 листопада. Jun. K із гурту 2PM та Радо із Black Eyed Pilseung — таємні спостерігачі, яких Пак Джин Йон запросив приєднатися до нього для оцінювання учасників Stray Kids. Крім того, вони не єдині представники компанії, які спостерігають за виступом перед публікою. Бем Бем та Югьом із GOT7, Сонджин та Йонкей з DAY6 також спостерігають за учасниками через монітори. Stray Kids виконують «Hellevator», «School Life» та нову пісню під назвою «YAYAYA». Пак Джин Йон критикує виступи, заявляючи, що вокал Бан Чана не був стабільним, Уджін не виглядав, як головний вокаліст та має недоліки у хореографії, вимова Хьонджина у його партіях все ще не є чіткою, а Фелікс допустився помилки у хореографії під час «YAYAYA» та його реп не виділявся через його труднощі з корейською мовою. Хьонджин, Уджін та Фелікс знаходяться під загрозою на виключення. Зрештою, Пак Джин Йон вважає критичним незнання мови, тому Фелікс залишає шоу. |
| |
| Дев'ятий епізод (12 грудня, 2017) |
| П'ятою та фінальною місією стане виступ у прямому ефірі, а голосування глядачів буде проходити онлайн. Після цього Stray Kids змінюють конфігурацію хореографії, щоб вона відповідала виконанню сімома учасниками. Давній друг Бан Чана, Бем Бем із GOT7, навідує його у центрі для трейні JYP, вони разом йдуть обідати, де розмовляють про минуле та його команду, що зібрав новоспечений лідер. Тим часом у деяких учасників урок вокалу: Синмін виконує «Stitches» Шона Мендеса; Уджін виконує «Lost Stars» Адама Левіна і практикує свій вокал; Чонін виконує «Impossible» Джеймса Артура. Хьонджин практикує свій реп разом з викладачем, який вказує йому на все ті ж проблеми з диханням та вимовою. Після занять він знаходить Чанбіна і просить його допомогти поставити правильно дихання та вокал. Під час одного із тренувань учасників Stray Kids навідують Джейбі та Джиньон із GOT7. Вони дають кілька порад для виступу у прямому ефірі. Також учасники показують номер до пісні «YAYAYA» у новій версії та номер до нової пісні, спеціально написаної для фіналу, «Spread My Wings», після яких Джиньон та Джейбі вказують кілька моментів на які команді варто звернути увагу під час виконання. Stray Kids записують нову пісню «Spread My Wings» у студії JYP з композитором 1TAKE. Кадри зі студії звукозапису змінюються кадрами за тиждень до цього запису: Пак Джин Йон зустрічається із Мінхо та Феліксом і дає їм ще один шанс дебютувати у початковому складі Stray Kids. Учасникам потрібно підготувати виступи з версією для сімох та дев'ятьох учасників, щоб Пак Джин Йон зміг прийняти остаточне рішення щодо складу Stray Kids. |
| |
| Десятий епізод (19 грудня, 2017) |
| Пряма трансляція проходить в студії CJ ENM, 19 грудня 2017 року, за участю Кім Іль Чуна, який буде вести цей ефір. Загальнонаціональне голосування проводиться для того, щоб визначити, чи варто Stray Kids дебютувати у складі семи чи дев'яти учасників гурту. Першою виконується версія від семи учасників «YAYAYA» та «Spread My Wings», Пак Джин Йон відзначив, що вони добре справилися із виступами. Мінхо та Фелікс приєднуються до решти, щоб виконати «Hellevator», «School Life» та нову пісню «Beware» у версії дев'яти учасників. Jun. K із гурту 2PM, у якості спеціального гостя, виступає із піснею «Think About You». Голосування завершується з величезним відривом, 96 % глядачів голосують за дебют у складі дев'яти учасників. Пак Джин Йон підтвердив, що всі дев'ять учасників дебютують, коментуючи: «Виступи семи учасників не мали помилок і вони були стабільними, точними та ідеальними, а щодо виступів дев'яти учасників, то двом із них все ще чогось не вистачає у порівнянні з рештою, і їхній виступ виглядав місцями не стабільно. Але ваша сильна сторона у тому, як ви виглядаєте, коли виступаєте у дев'ятьох. Вітаю, Stray Kids дебютують у складі дев'яти учасників!» |

## Результат
Перед офіційним дебютом гурт випустив пре-дебютний мінільбом Mixtape, до складу якого увійшли композиції, що учасники виконували у четвертому епізоді та ті, що виконувалися у фіналі шоу, а «Hellevator» став головною композицією.
Усі дев'ять учасників Stray Kids офіційно дебютували в березні 2018 року з мініальбомом I Am Not.

## Нотатки
1. 1 2 3 4 5 6 7 8 9  Трейні, з термінології К-Рор теж саме, що і стажист, англ. «trainee», утворене зі слова «train» — тренуватися, займатися. Зазвичай стажисти проходять стажування у компаніях, наприклад, місяць або два. У випадку К-Рор – це може зайняти від кількох місяців до декількох років.
2. 1 2 3 4  Шоукейс (англ. «showcase» — укр. «вітрина»), тобто мається на увазі демонстрація, у даному випадку демонстрація виступів трейні перед публікою, ще до їхнього дебюту. Часто, вони слугують для агентств можливістю подивитися, як група веде себе на сцені та як на них реагує публіка.
3. ↑  Кліп до треку Hellevator, на 28 жовтня 2017 року, набрав більше шести мільйонів переглядів та отримав позитивні відгуки фанатів.
4. ↑  Уджін покинув гурт по особистими причинами 28 жовтня 2019.
5. ↑  Хоч те, що Мінхо був виключений із шоу було показано не у четвертому, а п’ятому епізоді, проте місія проходила в цілому, саме четвертому, тому вона і вважається епізодом, коли його виключили із шоу.